# Interstate 40

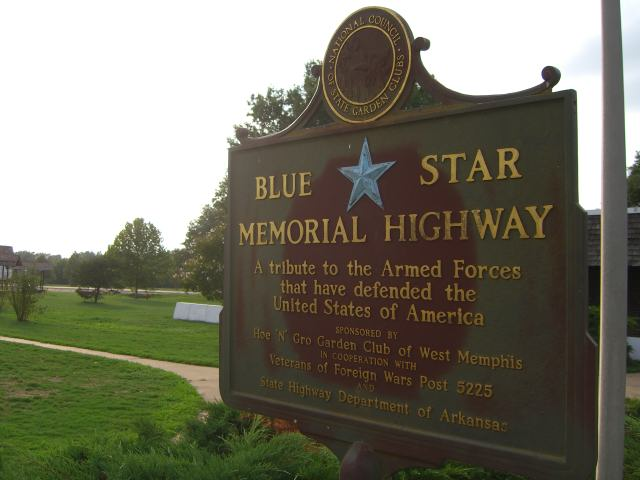
A Blue Star emléktábla

A 40-es Interstate-autópálya (I-40) az Amerikai Egyesült Államok transzkontinentális autópályái közé sorolható, ugyanis kelet–nyugat irányban átszeli az országot. Hossza több mint 4000 kilométer és ezzel a leghosszabb autópályák között is szerepel. Útvonala során 8 államot és 25 nagyobb várost érint, valamint 24 egyéb Interstate-autópályával is kereszteződik az útvonala.

## Leírás
Az autópálya a Kalifornia állambeli Barstow városból indul. Needles Freeway az autópálya beceneve, sokan ugyanis így emlegetik, főleg Kaliforniában. A nevét Needles városáról kapta, ez az autópálya ugyanis a település főútja. Itt lépi át a Kalifornia-Arizona határvonalat. Kaliforniai hossza 249 kilométer.
Arizona államban 578 kilométer hosszan halad keresztül, közvetlenül a Grand Canyon mellett. Útvonala során érinti a Grand Canyon Nemzeti Parkot is.
Új-Mexikó államba belépve az út San Jon település mellett halad el, ami azért érdekes, mert az út mellett található egy tábla, ami azt jelzi, hogy Los Angeles a ponttól kereken 1.007 mérföldre található. Noha az I-40-esen közvetlenül nem lehet eljutni Los Angelesbe; ehhez igénybe kell venni a 10-es és a 15-ös Interstate-autópályákat. Természetesen érinti az állam fővárosát, Albuquerquet is. Az állambéli szakasza összesen 602 kilométer.
Texas államban csupán kisebb városokat és farmokat érint, valamint Amarillót, az egyetlen nagyobb várost az államon belüli szakasza során. Szakasza 285 kilométer.
Oklahoma államban keresztül halad Oklahoma City városán kelet–nyugat irányban, ami így a város egyik főútja a 35-ös és a 44-es Interstate-autópályák mellett. Útvonala során az államban még 2-3 kisebb települést érint. 533 kilométer az útvonala.
Az Arkansas állambéliek már nem I-40-es néven tartják számon elsősorban, hanem mint Blue Star Memorial Highway (magyarul: kék csillag emlék autópálya). Fort Smith és Little Rock városokon kívül egyéb települést nem is érint a 457 kilométeres szakasza alatt.
Tennessee államban olyan nagyvárosok elsődleges forgalmát látja el, mint Memphis, Nashville illetve Knoxville. Az előző két városban a Music Highway (magyarul: zenélő út) becenevet kapta. Mielőtt még keleten kilépne az államból, a Nagy-Smoky hegyek mellett halad el. Szakasza az államban 732 kilométer.
Észak-Karolina állam az autópálya végállomása. 674 kilométert tesz meg a nyugatii határtól egészen Wilmingtonig, miközben érinti az állam fővárosát, Raleight. Az állam nyugati határánál élők a Hurricane Road jelzővel illetik, mivel az útvonala keresztül szeli a hurrikán övezetet. Wilmingtonnál becsatlakozik a 117-es US-autópályába.
Másodlagos Interstate-autópályái a teljes útvonala során: 140-es, 240-es, 440-es, 540-es, 840-es.

## Nyomvonala
| állam   | mérföld | kilométer |
| ------- | ------- | --------- |
| CA      | 154,61  | 248,82    |
| AZ      | 359,48  | 578,53    |
| NM      | 373,51  | 601,11    |
| TX      | 177,10  | 285,11    |
| OK      | 331,03  | 532,74    |
| AR      | 284,69  | 458,16    |
| TN      | 455,28  | 732,70    |
| NC      | 423,55  | 681,64    |
| Teljes: | 2559,25 | 4118,71   |

### Nagyobb városok
- San Bernardino, Kalifornia
- Barstow, Kalifornia
- Needles, Kalifornia
- Kingman, Arizona
- Flagstaff, Arizona
- Gallup, Új-Mexikó
- Albuquerque, Új-Mexikó
- Santa Rosa, Új-Mexikó
- Tucumcari, Új-Mexikó
- Amarillo, Texas
- Oklahoma City, Oklahoma
- Fort Smith, Arkansas
- Little Rock, Arkansas
- Memphis, Tennessee
- Nashville, Tennessee
- Knoxville, Tennessee
- Asheville, Észak-Karolina
- Hickory, Észak-Karolina
- Statesville, Észak-Karolina
- Winston-Salem, Észak-Karolina
- Greensboro, Észak-Karolina
- Durham, Észak-Karolina
- Raleigh, Észak-Karolina
- Benson, Észak-Karolina
- Wilmington, Észak-Karolina

### Fontosabb kereszteződések más autóutakkal
- Interstate 15 - Barstow, CA
- Interstate 17 - Flagstaff, AZ
- Interstate 25 - Albuquerque, NM
- Interstate 27 - Amarillo, TX
- Interstate 35 - Oklahoma City, OK
- Interstate 30 - Little Rock, AR
- Interstate 55 - West Memphis, AR
- Interstate 24 és  Interstate 65 - Nashville, TN
- Interstate 75 - Knoxville, TN
- Interstate 85 - Greensboro, NC
- Interstate 95 - Benson, NC

## Fordítás
Ez a szócikk részben vagy egészben  az   Interstate 40 című angol Wikipédia-szócikk fordításán alapul.  Az eredeti cikk szerkesztőit annak laptörténete sorolja fel. Ez a jelzés csupán a megfogalmazás eredetét és a szerzői jogokat jelzi, nem szolgál a cikkben szereplő információk forrásmegjelöléseként.